# Martin Madsen Halsted
Peter Martin Madsen Halsted (født Peter Martin Madsen) (5. august 1849 i Øster Nordlunde på Lolland – 6. juli 1911) var en dansk officer og politiker.
Han var en søn af indsidder Niels Madsen og Marie Johanne f. Marcussen og fødtes i Øster Nordlunde på Lolland 5. august 1849. Han tog senere navneforandring til Halsted. Han var som dreng i pleje hos fremmede og blev, 13 år gammel, udskrevet af almueskolen. I nogle år førte han derefter en bevæget tilværelse i tjenester til lands og til søs, ude af Stand til at finde sig til rette i forholdene og med sparsom tilfredsstillelse af sin levende lærelyst. Da Hærloven af 1867 var udkommet, fandt han et bestemt formål i at arbejde sig frem til officer, men vejen var trang for et ungt menneske med en så mangelfuld uddannelse.
Han tilbragte 2 vinterhalvår på Rødkilde Folkehøjskole og blev, efter at have gennemgået Korporalskolen og Officersskolens yngste klasse, i 1871 sekondløjtnant, 1875 premierløjtnant, 1885 kaptajn med garnison i Nyborg. Siden 1887 var Madsen en virksom forkæmper for forsvarsbevægelsen og for Højres politiske anskuelser og udfoldede energi og evner i tale og skrift. Fra 1892 var han kompagnichef ved 15. bataljon i København. I 1891 blev han medlem af Nyborg Byråd og repræsenterede 1892-1895 Sakskøbingkredsen i Folketinget. 1898-1911 var han folketingsmedlem for Odense 2. kreds. Han var medlem af Folketingets Finansudvalg (fra 1906) og statsrevisor fra 1901, hvor han tog afsked fra Hæren.
Madsen var et virksomt medlem af Højrepartiets organisationer, stifter af selskabet De danske Forsvarsbrødre for Nyborg og Omegn, kredsformand for Højres Arbejder- og Vælgerforenings 6. Kreds, medlem af Højres repræsentantskab fra 1894, af Højres forretningsudvalg og partiets generalsekretær fra 1896. Han var Ridder af Dannebrog.
Han ægtede 2. august 1878 Anna Doris Krüger, datter af ejer af Hotel d'Angleterre i København Frits Krüger og Anna Marie f. Lund.